# جون كلينغ
جون كلينغ (بالسويدية: Johan Kling)‏ هو موسيقي وكاتب سيناريو ومخرج وكاتب ومخرج سويدي، ولد في 7 أغسطس 1962 في ستوكهولم في السويد.

## وصلات خارجية
- جون كلينغ على موقع IMDb (الإنجليزية)
- جون كلينغ على موقع ألو سيني (الفرنسية)
- جون كلينغ على موقع أول موفي (الإنجليزية)
- جون كلينغ على موقع قاعدة بيانات الأفلام السويدية (السويدية)
- جون كلينغ على موقع قاعدة بيانات الفيلم (الإنجليزية)
- جون كلينغ على موقع كينوبويسك (الروسية)